# Upsilon Herculis
Désignations
Upsilon Herculis (en abrégé υ Her) est une étoile de la constellation boréale d'Hercule. Elle est visible à l'œil nu avec une magnitude apparente de 4,76. L'étoile présente une parallaxe annuelle de 8,72 mas mesurée par le satellite Gaia, ce qui permet d'en déduire qu'elle est distante d'environ ∼ 374 a.l. (∼ 115 pc) de la Terre. Elle s'en éloigne à une vitesse radiale héliocentrique de +6 km/s. À cette distance, sa magnitude visuelle est diminuée de 0,09 en raison de l'extinction créée par la poussière interstellaire.
Upsilon Herculis est classée comme une géante bleue de type spectral B9 III, dont l'âge est estimé à 254 millions d'années. C'est une étoile chimiquement particulière à mercure et manganèse, indiquant que ces deux éléments apparaissent fortement surabondants dans son spectre. Le rayon de l'étoile est environ quatre fois plus grand que le rayon solaire, elle est 173 fois plus lumineuse que le Soleil et sa température de surface est de 10 152 K.